# أمير (مراغة)
أمير هي قرية في مقاطعة مراغة، إيران. عدد سكان هذه القرية هو 230 في سنة 2006.